# Trasporti in Ecuador

Autostrade con 2 o più corsie in ciascuna direzione in Ecuador nel 2025, in rosso.

Questa voce raccoglie le principali tipologie di Trasporti in Ecuador.

## Trasporti su rotaia

### Reti ferroviarie

Ferrovie in Ecuador (mappa interattiva)
━━━ Percorsi con traffico passeggeri
━━━ Percorsi in stato utilizzabile
·········· Percorsi inutilizzabili o smontati

In totale: 812 km, tutti con scartamento ridotto di 1067 mm (dati 1995)
- Gestore nazionale: Empresa de Nacional Ferrocarriles del Estado
- Collegamento a reti estere contigue
  - assente

### Reti metropolitane
A Quito,a sua volta Capitale dell'Ecuador,È stata operata una metropolitana nel 2023,inoltre si vuole costruire una seconda linea,visto che per ora c'è solo una linea

### Reti tranviarie
A  Cuenca,nel 2020,è stato operato un tram che parte da Parco industrial a Rio tarquì

## Trasporti su strada

### Rete stradale
In totale:  43.197 km (dati 1999)
- asfaltate: 8.165 km
- bianche:  35.032 km.

### Reti filoviarie
Attualmente il filobus è presente, dal 1995, solo nella capitale Quito, anche se il suo futuro è incerto.

### Autolinee
Nella capitale dell'Ecuador, Quito, ed in altre zone abitate operano aziende pubbliche e private che gestiscono i trasporti urbani, suburbani, interurbani e turistici esercitati con 
autobus.

## Idrovie
La nazione dispone di 1.500 km di acque navigabili.

### Porti e scali

#### Sull'Oceano Pacifico
- Esmeraldas
- Guayaquil
- Manta
- Puerto Bolívar

## Trasporti aerei

### Aeroporti
In totale: 182 (dati 1999)
a) con piste di rullaggio pavimentate: 57
- oltre 3047 m: 2
- da 2438 a 3047 m: 5
- da 1524 a 2437 m: 17
- da 914 a 1523 m: 13
- sotto 914 m: 20

b) con piste di rullaggio non pavimentate: 125
- oltre 3047 m: 0
- da 2438 a 3047 m: 0
- da 1524 a 2437 m: 0
- da 914 a 1523 m: 36
- sotto 914 m: 89.

### Eliporti
In totale: 1 (dati 1999)